# Catalina de Mendoza y Sandoval
Catalina de Mendoza Sandoval de la Vega y Luna (1616-1686) fue la VIII duquesa del Infantado (heredó el título al morir su hermano) y VI duquesa de Lerma (heredó el título al morir su medio-hermano). Ostentó importantes cargos palatinos en la Corte de Carlos II. Hija de los Condes de Saldaña, Diego Gómez de Sandoval de la Cerda y de Luisa de Mendoza y Mendoza.  
Era duquesa consorte de Pastrana por estar casada en 1630 con Rodrigo Díaz de Vivar de Silva y Mendoza, IV duque de Pastrana.

## Biografía
La granadina Catalina prefería vivir más en Pastrana que en Guadalajara (España) y tuvo un enfrentamiento por el ducado de Lerma con Diego Gómez de Sandoval y Rojas, único nieto varón del primer Duque de Lerma e hijo del padre de Catalina, pues el conde de Saldaña, Diego, se había vuelto a casar. En casa del duque de Alba se llegó en 1659 al concierto de que el quinto duque de Lerma sería Diego Gómez de Sandoval y Rojas y que como no tenía sucesión, heredaría a su muerte su media-hermana Catalina (Duquesa de Infantado y Pastrana) los estados y el ducado de Lerma. En 1668 murió Diego, y Catalina tomó posesión del ducado de Lerma según el convenio de 1659, aunque aún hubo enfrentamientos con el duque de Medinaceli hasta 1677 en que fueron hallados a favor de ella. Mantuvo el título del Infantado hasta su muerte y tuvo cargos palatinos importantes en la Corte de Carlos II. Levantó el convento de los Capuchinos de Jadraque, ayudó mucho al de Carmelitas de Guadalajara (dónde profesó su hija Leonor) y compró la casa de los Infantado en Chamartín de la Rosa (Madrid), donde en 1808 se alojaría Napoleón.
Fue hermana de Rodrigo Díaz de Vivar Sandoval y Mendoza, VII duque del Infantado, marqués de Argüeso, conde de Saldaña, entre otros. 
La duquesa de Pastrana además era media-hermana, por parte de su padre el Conde de Saldaña, de Diego Gómez de Sandoval y Rojas, V duque de Lerma, marqués de Cea, conde de Ampudia, de Tomasa Gómez de Sandoval, que se casó con Esteban Hurtado de Mendoza, Conde de la Corzana, y en segundas nupcias con Francesco del Bosco Isfar, II Príncipe della Cattolica. y de María Gómez de Sandoval y Torres de Navarra, que se casó primeramente con Baltasar Hurtado de Mendoza y Rojas (1635-1647), v Conde de Orgaz, prestamero mayor de Vizcaya y en segundas nupcias con el noble de origen portugués Francisco Gómez de Abreu y Lima , iii Conde de Regalados. 

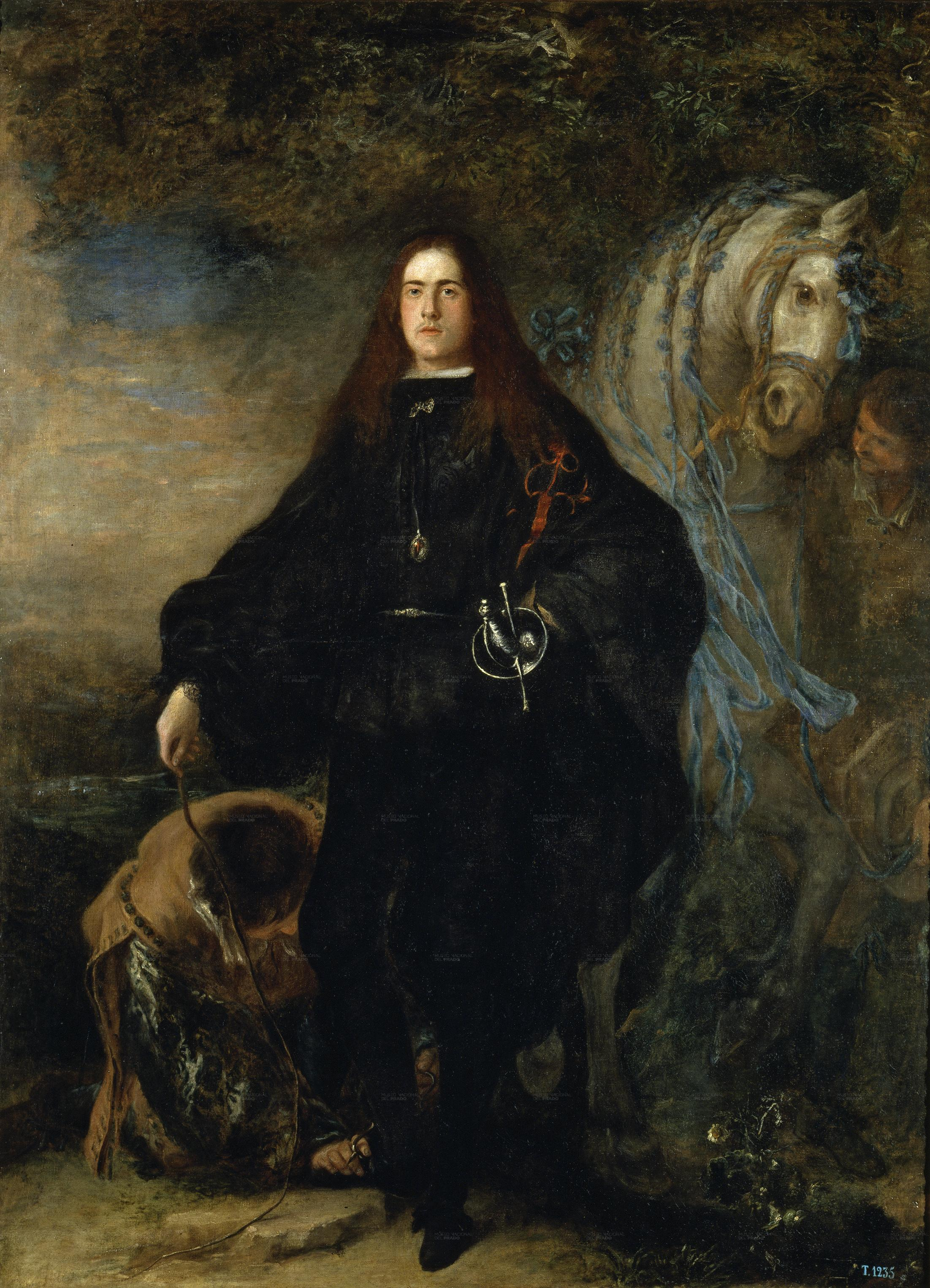
Su hijo Gregorio de Silva y Mendoza V duque de Pastrana, IX duque del Infantado, VII duque de Lerma, VI duque de Francavilla, V duque de Estremera, príncipe de Éboli, príncipe de Mélito, por Juan Carreño de Miranda, Museo del Prado.

Fue madre, entre otros, de Gregorio María Silva Mendoza y Sandoval IV duque de Pastrana, IX duque del Infantado, VII duque de Lerma, VI duque de Francavilla, V duque de Estremera, príncipe de Éboli, príncipe de Mélito, entre muchos otros títulos y grandezas.